# Andrei Wiktorowitsch Kolesnikow
Andrei Wiktorowitsch Kolesnikow (russisch Андрей Викторович Колесников; * 26. Februar 1989 in Barnaul, Russische SFSR) ist ein ehemaliger russischer Eishockeyspieler, der zuletzt beim HK Tschelmet Tscheljabinsk in der Wysschaja Hockey-Liga unter Vertrag stand.

## Karriere
Andrei Kolesnikow stammt aus dem Nachwuchsbereich des HK Awangard Omsk, für dessen Junioren er bis 2005 aktiv war. Danach wechselte er zur Nachwuchsabteilung des HK ZSKA Moskau, für dessen zweite Mannschaft er bis 2006 in der drittklassigen Perwaja Liga spielberechtigt war. Parallel spielte der Verteidiger in der Saison 2006/07 für Neftjanik Leninogorsk in der Wysschaja Liga, der zweiten russischen Spielklasse. In der folgenden Spielzeit war ausschließlich für Neftjanik aktiv und erzielte 14 Scorerpunkte in 51 Partien.
Ab der Saison 2008/09 stand Kolesnikow für Witjas Tschechow in der neu gegründeten Kontinentalen Hockey-Liga auf dem Eis. Zwischen 2009 und 2011 trat er zudem für Witjas Juniorenmannschaft in der multinationalen Nachwuchsliga Molodjoschnaja Chokkeinaja Liga an. Im November 2011 wurde er innerhalb der KHL zu Neftechimik Nischnekamsk transferiert.

## Statistik
(Stand: Ende der Saison 2010/11)